# Fairness
Fairness geht als Begriff auf das englische Wort „fair“ („anständig“, „ordentlich“) zurück. Es drückt eine (nicht gesetzlich geregelte) Vorstellung von Gerechtigkeit aus. Fairness lässt sich im Deutschen mit akzeptierter Gerechtigkeit und Angemessenheit oder mit Anständigkeit gleichsetzen.

## Allgemein
Fairness bedeutet anständiges Verhalten sowie eine gerechte und ehrliche Haltung gegenüber anderen Menschen. In Spiel und Sport bedeutet es, sich an die Spielregeln zu halten und damit Anstand zu wahren und Gerechtigkeit walten zu lassen. Regeln der Fairness setzen auf einen Konsens und gleiche Bedingungen für die beteiligten Menschen.

## Philosophie
Eine Theorie der Gerechtigkeit als Fairness hat John Rawls vorgelegt. Die Idee fand erhebliche Beachtung auch außerhalb der philosophischen Diskussion.

## Psychologie
In der Psychologischen Diagnostik stellt Fairness ein Gütekriterium psychologisch-diagnostischer Verfahren dar. Zurückgehend auf das Testkuratorium der Föderation Deutscher Psychologenvereinigungen erfüllt ein psychologisch-diagnostisches Verfahren das Gütekriterium Fairness, wenn die damit gewonnenen Ergebnisse nicht auf eine systematische Diskriminierung bestimmter Personen zurückzuführen sind, zum Beispiel aufgrund ihrer ethnischen, soziokulturellen oder geschlechtsspezifischen Gruppenzugehörigkeit.

## Informatik
In der Informatik findet der Fairnessbegriff beim Scheduling Anwendung. Der Prozess-Scheduler eines Betriebssystems soll die zur Verfügung stehende Rechenzeit der CPUs in fairer Art und Weise auf die rechenbereiten Prozesse aufteilen. Man unterscheidet schwache, starke und universell starke Fairness.
In Computernetzen bezieht sich der Fairnessbegriff auf den gleichberechtigten und gleichmäßigen Zugriff aller Teilnehmer eines Netzwerks auf die vorhandenen Netzwerkressourcen.

## Mathematik
In der Mathematik beschreibt der Begriff „fair“ ein Glücksspiel, bei dem der zu erwartende Gewinn 0 ist. Das heißt, dass man weder einen Gewinn noch einen Verlust erwartet, also ist die erwartete Auszahlung gleich dem Einsatz. Den zu erwartenden Gewinn berechnet man, indem man für jedes mögliche Ergebnis den Gewinn beziehungsweise Verlust mit der Wahrscheinlichkeit des Ergebnisses multipliziert und anschließend alle addiert. Da diese Situation jedoch für einen Glücksspielbetreiber keine wirtschaftliche Grundlage darstellt, weil auch seine Verdiensterwartung bei null läge, er jedoch Unkosten hat, spielen solche Spiele im Glücksspielbetrieb keine Rolle. Bereits Glücksspiele, bei denen die Gewinne nur wenig geringer als die Einsätze sind, gelten als besonders fair. Das gilt zum Beispiel für das Roulettespiel.

## Recht
Im materiellen Recht hängt die Ausprägung dessen, was als fair gelten kann, davon ab, welches Rechtsverhältnis zwischen den Beteiligten besteht, insbesondere, ob sie die Bindung daran aus freier Entscheidung eingehen und auch wieder kündigen oder in anderer Weise rechtlich beenden können. Ist das nicht der Fall, handelt es sich um ein Rechtsverhältnis des öffentlichen Rechts, sonst um ein zivilrechtliches Rechtsverhältnis. Bei zivilrechtlichen Rechtsverhältnissen hängen die Maßstäbe für Fairness davon ab, ob die Beteiligten Verbraucher oder Unternehmer sind. Von großer Bedeutung für Fairness ist daneben, dass Unbeteiligte, die Allgemeinheit oder künftige Generationen nicht mit Nachteilen belastet werden, mit denen die Beteiligten selbst zurechtkommen müssen (Verbot unethischer Externalisierung). Dabei gelten in Rechtsverhältnissen, die auf die Erreichung eines gemeinsamen Zwecks gerichtet sind (Koordinationsverhältnisse, Hauptfall Gesellschaftsverträge) andere Maßstäbe als in Rechtsverhältnissen des Leistungsaustauschs (Transaktionsverhältnisse, Hauptfall Kaufverträge), wieder andere in Rechtsverhältnissen, in denen der eine Beteiligte den Weisungen des anderen untergeordnet ist (Subordinationsverhältnisse, Hauptfall Arbeitsverträge von Arbeitnehmern und Scheinselbständigen).
Im Prozessrecht ist als besondere Ausprägung des Rechtsstaatsprinzips der Grundsatz des fairen Verfahrens (engl. fair trial) aus dem angelsächsischen Raum übernommen worden.

## Sport
Große Bedeutung hat die Fairness (Fair Play) im Sport. Fairness zeigt sich im Rahmen sportlicher Wettkämpfe in dem Bemühen der Sportler, die Regeln konsequent und bewusst (auch unter erschwerten Bedingungen) einzuhalten, sowie den Gegner als Mensch und Mitbewerber zu achten (Fair-Play-Gedanke).